# Maestrul și Margareta (film din 2024)
Maestrul și Margareta (în rusă: Мастер и Маргарита, anterior denumit Woland, în rusă: Воланд) este un film rusesc dramatic fantastic regizat de Mihail Lokșin, bazat pe romanul cu același nume al romancierului și dramaturgului sovietic de origine ucraineană Mihail Bulgakov. Rolurile principale au fost interpretate de actorii August Diehl⁠(d), Evgheni Țîganov, Iulia Snigir, Claes Bang⁠(d), Iuri Kolokolnikov, Alexeï Rozine și Polina Aug. Producția filmului a fost realizată de companiile Mars Media Entertainment⁠(d), Amedia⁠(d) și Profit, cu participarea Fondului Cinematografic al Guvernului Federației Ruse.  
Filmul a avut premiera la 25 ianuarie 2024. Maestrul și Margareta a avut în mare parte recenzii pozitive în presa rusă.

## Rezumat
Filmul are loc într-o Moscovă futuristă din anii 1930. Narațiunea este împărțită în mai multe povestiri paralele, iar liniile narative din romanul Maestrul și Margareta de Bulgakov sunt schimbate și amestecate.
Un scriitor celebru aflat la apogeul carierei a ajuns în centrul unui scandal literar. Spectacolul piesei sale despre Ponțiu Pilat este scos din repertoriul teatrului din Moscova pentru criticarea autorităților sovietice și pentru promovarea învățăturilor religioase. Lucrarea este interzisă printr-o ședință a Uniunii Scriitorilor, iar colegii săi evită în mod demonstrativ să se întâlnească cu scriitorul, iar în câteva zile acesta devine un proscris.
Scriitorul, disperat, o întâlnește din întâmplare pe Margareta care este căsătorită, aceasta îi devine amantă și muză, iar ea îl numește pe scriitor Maestrul. Inspirat de dragostea și sprijinul ei, scriitorul începe un nou roman despre sine și despre cei din împrejurimea sa. Scriitorul se cufundă în lumea romanului său și încetează să mai observe cum fantezia  și realitatea se împletesc într-un singur tot. În roman, personajele sunt oameni din anturajul Maestrului, iar Moscova este vizitată de Satan, deghizat ca un consultant străin denumit Woland. Woland și acoliții săi aduc haos în viața orașului și organizează o sesiune de magie neagră în clădirea teatrului.
În urma unui denunț al colegului scenarist Aloizi Mogarîci, autoritățile află că Maestrul scrie din nou povestiri cu conținut dubios. Ei îl urmăresc pe scriitor, iar acesta își arde manuscrisul „Maestrul și Margareta”. După ce este închis și interogat, scriitorul ajunge într-un spital de psihiatrie. Maestrul  aflat în spital încheie în secret aventura din manuscris și apoi se sinucide. Margareta preia manuscrisul cu ajutorul asistentei Praskovia Fedorovna, înghite otravă, reușește să citească romanul și moare. În lumea romanului, Margareta se transformă într-o vrăjitoare, participă la balul lui Satan și se reunește cu Maestrul.

## Distribuție
- August Diehl - Woland, Diavolul care vizitează Moscova
- Evgheni Țîganov - Maestrul, un scriitor disperat să supraviețuiască
- Iulia Viktorovna Snigir - Margareta, iubita Maestrului
- Claes Bang - Ponțiu Pilat, personajul principal din romanul Maestrului
- Iuri Andreevici Kolokolnikov - Koroviev, mâna dreaptă a lui Woland
- Aleksei Rozin - Azazello, un personaj din anturajul lui Woland (bazat pe Azazel)
- Polina Aug - Hella, o succubă din anturajul lui Woland / Gala, o actriță aspirantă
- Iura Borisov - vocea motanului Behemoth.[11][12]
- Aaron Vodovoz - Yeshua Ha-Nozri (bazat pe Isus din Nazaret)

## Producție
În 2017, compania rusă de producție Mars Media a decis să realizeze o nouă ecranizare a romanului Maestrul și Margareta și a cumpărat drepturile de autor ale lucrări de la moștenitorii lui Bulgakov, Serghei și Daria Șilovski, dar i s-a oferit curând o cerere în acest sens din Statelor Unite ale Americii. S-a dovedit că deținătorii drepturilor au vândut anterior drepturile de autor la Hollywood, iar Michael Lang⁠(d) urma să devină producătorul filmului. Compania Mars Media a intentat un proces împotriva familiei Șilovski în valoare de 115 milioane de ruble pentru a compensa pierderile cu producția.
În 2018, filmul a fost inclus în lista proiectelor de film cărora Fondul Cinematografic Rus le oferă sprijin guvernamental. S-a dezvăluit apoi că bugetul filmului este de 800 de milioane de ruble. Conform primului regizor al filmului, Nikolai Lebedev, scenariul și notițele regizorului erau complet pregătite încă din martie 2018, iar data de lansare a fost planificată pentru anul 2021. Cu toate acestea, în octombrie 2019, el a anunțat că proiectul este încă în faza de început, iar faza pregătitoare a filmărilor ar putea începe peste cel mult un an.
S-a dezvăluit curând că trei producători de film vor prelua Maestrul și Margareta: Ruben Dișdișîan, Igor Tolstunov și Leonid Blavatnik (ultimul, de asemenea, producător de film, dar în primul rând un antreprenor bine-cunoscut). La început cei trei nu au rezolvat complet problema finanțării,  ulterior circumstanțele s-au schimbat din cauza pandemiei de coronavirus COVID-19, iar Lebedev a început să lucreze la filmul Nürnberg din 2023.
A fost angajat un nou regizor al filmului, Mihail Lokșin, care a regizat anterior filmul Pasiune în orașul înghețat (în rusă: Серебряные коньки). Titlul filmului a fost schimbat în Woland.  Noul scenariu, împreună cu Lokșin, a fost scris de Roman Kantor, care a lucrat la Pasiune și la serialul Spre lac.  După montaj, producătorii au restabilit titlul anterior al filmului - Maestrul și Margareta.
Filmările au început în iulie 2021 și s-au finalizat  în luna octombrie 2021, cu scene turnate la Moscova, Sankt Petersburg și, de asemenea, în Malta. Filmul a fost planificat inițial să fie lansat la sfârșitul anului 2022. Distribuitorul Universal Pictures a lansat primul trailer al filmului în februarie 2022. Lansarea filmului a fost apoi amânată pentru 2023. Filmul a fost din nou amânat și din cauza plecării companiei Universal Pictures din Rusia.  Data finală de lansare a filmului a fost 25 ianuarie 2024.
Potrivit regizorului, filmul trebuia să fie puțin mai lung - cu 12-15 minute. Din cauza dificultăților apărute datorită invaziei ruse în Ucraina, dialogurile personajului Nikanor Ivanovici Bosogo, scena dramatică a lui Koroviev și alte scene cu suita lui Woland sau ruperea rochiilor nu au fost incluse. Bugetul nu a fost suficient pentru un bal cu fântâni și o orchestră de maimuțe.

### Locuri de filmare
Maestrul și Margareta a fost filmat în câteva clădiri din Moscova, ca de exemplu clădirea principală a Bibliotecii rusești de stat, clădirea academică principală a Universității Tehnice de Stat Bauman din Moscova,  fațada clădirii principale a Universității de Stat Lomonosov din Moscova, clădirea rezidențială din lemn a lui Palibin din Khamovniki de pe strada Burdenko, nr. 23. Una dintre scene are loc pe o alee din zona Iazurile Patriarhului (în rusă: Патриаршие пруды).  La Sankt Petersburg, s-a filmat în locuri ca ansamblul arhitectural al Pieței Moskovskaia, inclusiv în Casa Sovietelor sau într-o clădire rezidențială de pe strada Tavricieskaia nr 5 („Casa Hrenov”)
Diverse scene prezintă interioarele clădirii Bibliotecii Naționale Ruse de pe Moskovski Prospekt din Sankt Petersburg (scara spitalului), un restaurant din  clădirea înaltă din Moscova din Piața Kudrinskaia, una dintre sălile clădirii Muzeului Etnografic din Sankt Petersburg sau din foaierul Teatrului Central al Armatei Ruse din Moscova.

## Primire
Filmul a avut în mare parte recenzii pozitive în presa rusă; nu au existat recenzii puternic negative ale acestuia. Criticii au lăudat filmul pentru actorie, frumusețe vizuală și actualitate. Aceștia au scris că: „este un caz rar în care autorii moderni intră în armonie cu un clasic, în co-reflecție cu acesta” (Valeri Kichin, Rossiiskaia Gazeta, în rusă: Российская газета), „filmul are un fel de poezie picantă, foarte potrivită pentru roman” (Сеанс); „un film grozav cu un stil izbitor despre puterea iubirii” (Lumea fanteziei⁠(d), în rusă: Мир фантастики). Dmitri Sokolov, într-o recenzie pentru portalul Kinomania (în rusă: Киномания), a precizat că practic filmul este lipsit de neajunsuri.
Criticul de film Nikolai Nikulin (gazda programului În cadru (în rusă: В кадре) de la REN TV) în blogul său personal Criticul de film vs. ... (în rusă: Кинокритик против) a acordat filmului cel mai mare scor - 10/10. Criticul de film Anton Dolin a scris: „este aproape imposibil de crezut: în sfârșit, un roman despre care s-a afirmat că este atât de rezistent la a fi adaptat cinematografic încât s-a vorbit că ar fi chiar un blestem, a găsit nu doar o interpretare de film demnă, dar și de succes, complet neașteptată”.
Criticul de film Lilia Șitenburg a scris: „Romanul neterminat, plin de contradicții, a fulgerat pe ecran cu o unitate a structurii și o armonie impresionantă a narațiunii”. Iar criticul de film Alexei Gușev, după ce remarcat anumite neajunsuri stilistice, a rezumat totuși că: „oricâte critici ai aduce acestui film, indiferent câte defecte și erori i-ai descoperi, cel puțin o calitate este impecabilă: ca o adaptare cinematografică."
Pe de altă parte, mai multe recenzii au remarcat ca un neajuns al filmului tocmai abaterea de la textul original al romanului. Astfel, Lidia Maslova, într-o recenzie pentru Kinopoisk, a criticat filmul pentru că s-a îndepărtat de carte, dar a remarcat totuși interpretarea excelentă a actorilor.  Publicația Kommersant a criticat, de asemenea, faptul că autorii s-au concentrat mai mult pe linia narativă din Moscova a romanului: „La fel ca predecesorii săi fără succes - Iuri Kara în filmul din 1994 și Vladimir Bortko în serialul din 2005 - autorii s-au concentrat mai mult pe vicisitudinile Moscovei la apariția unui străin misterios, mai degrabă decât despre ceea ce se întâmplă în linia de narațiune Yerushalayim”.
Activitatea regizorului, care a trăit în Statele Unite ale Americii și s-a opus războiului din Ucraina, a atras atenția oficialilor și propagandiștilor ruși; printre altele au cerut ca Fondul Cinematografiei să fie pedepsit pentru finanțarea proiectului. Publicistul de extremă dreaptă Egor Holmogorov a considerat filmul o „propagandă a satanismului și terorismului”.

## Buget și încasări
Bugetul filmului a fost de 1,2 miliarde de ruble. Potrivit Sistemului informatic automatizat unificat al Fondului Cinematografic, filmul a strâns peste 1 miliard de ruble doar în primele două săptămâni de la premieră.